# انعدام الجنسية في لبنان
وفقاً للمادة الأولى من اتفاقية نيويورك المتعلقة بوضع الأشخاص عديمي الجنسية المؤرخة 28 سبتمبر 1954 فإن الشخص عديم الجنسية هو "أي شخص لا تعتبره أي دولة مواطناً بموجب قوانينها".
ترتبط مشكلة انعدام الجنسية في لبنان ارتباطًا وثيقًا بتاريخ إنشاء الدولة اللبنانية، ولكنها تتعلق أيضًا بوضعها كدولة مضيفة للاجئين الفارين من الصراعات المختلفة التي اندلعت في الشرق الأوسط.
على الرغم من أن عدد الأشخاص منعدمي الجنسية في لبنان يصعب تقديره بشكل محدد، إلا أن عددهم يتجاوز عشرات الآلاف، وتتنوع أصولهم وسماتهم بشكل كبير.
نظرًا لتاريخ لبنان في استضافة العديد من مجموعات اللاجئين من الأرمن والمسيحيين من الإمبراطورية العثمانية، والفلسطينيين، ومؤخرًا السوريين، فقد واجه لبنان حالة من انعدام الجنسية المرتبطة بسياق الهجرة منذ إنشائه.
كما أن الارتباط بين التوازن الديموغرافي وتوزيع السلطة بين الطوائف الدينية المختلفة يشكل أيضاً عاملًا قويًا في استبعاد بعض الجماعات عن الحصول على الجنسية اللبنانية.

## انعدام الجنسية في الموقع
الأشخاص اللبنانيون عديمو الجنسية، أو الأشخاص عديمو الجنسية من أصل لبناني (أو نسب)، هم أشخاص لا يحملون الجنسية اللبنانية، على الرغم من أن لديهم علاقات وثيقة جدًا مع لبنان، البلد الذي يعتبرون أنفسهم ينتمون إليه. لقد عاشوا معظم حياتهم، إن لم يكن كل حياتهم، في لبنان، البلد الذي أقام فيه آباؤهم وأجدادهم، بغض النظر عما إذا كان هؤلاء يحملون الجنسية اللبنانية أم لا.

### حجم الظاهرة
في ظل غياب إحصاء رسمي منذ آخر إحصاء أجرته سلطات الانتداب الفرنسي في عام 1932،  فمن الصعب للغاية تقييم عدد الأشخاص عديمي الجنسية من أصل لبناني الذين يعيشون في لبنان. قدّرت دراسة أولية أجرتها جمعية رواد الحدود، وهي منظمة غير حكومية لبنانية في عام 2011، فأن عددهم يتراوح بين 80,000 و200,000 شخص،  باستثناء اللاجئين الفلسطينيين عديمي الجنسية من هذا التقدير.
وفي دراسة أجريت عام 2012 على ألف عائلة لبنانية تضم فردًا واحدًا على الأقل من عديمي الجنسية، أعطت نفس المنظمة غير الحكومية تقديرًا جديدًا لهؤلاء السكان، حيث حددته بـ 60 ألفًا. في دراستهم التي أجريت في عام 2013، تقدر دون تشاتي، ونسرين منصور، وناصر ياسين أن بين 100 ألف و150 ألف بدوي يعيشون في لبنان، أساسا في سهل البقاع، وأن نحو ثلثي هذا العدد لن يمتلكوا الجنسية اللبنانية وسيبقوا عديمي الجنسية.
وفقًا لتقارير في 2014 فإن ما بين 3000 إلى 5000 شخص من الأكراد في لبنان عديمي الجنسية. وبحسب وزارة الخارجية الأميركية فإن من بين 10 آلاف كردي يعيشون في لبنان هناك نحو 1500 محرومون من الجنسية اللبنانية.
الدوم اللبنانيون هم مجموعة أخرى مستبعدة منذ فترة طويلة من الجنسية اللبنانية. ورغم أن معظمهم حصلوا عليها بفضل قرار التجنيس عام 1994، إلا أن دراسة أجرتها جمعيتي أرض الإنسان وتحدي في 2011 على 206 أسرة من شعب الدوم (1161 فرد ) أظهرت أن خمسهم عديمي الجنسية، ويمثل عدد سكانها 3112 فرداً في بيروت وجنوب لبنان.
وأظهر مسح أسري حديث أجرته منظمة تحدي في خريف 2019 في حي الغربية أن حوالي 40% من الدوم الذين سكنوا هناك والذين شملتهم الدراسة كانوا عديمي الجنسية. "شملت العينة 897 عائلة حيث قدموا معلومات عن مجموع 3843 فردًا".
تكتفي المفوضية السامية للأمم المتحدة لشؤون اللاجئين بالإشارة إلى "عشرات الآلاف" من عديمي الجنسية المقيمين في لبنان، مشيرة إلى النقص الشديد في الإحصائيات عنهم.
ظل سكان وادي خالد في منطقة عكار بالقرب من الحدود اللبنانية السورية، عديمي الجنسية لفترة طويلة، قبل أن يتم تجنيسهم بالكامل تقريبًا بموجب مرسوم عام 1994. واليوم بقي هناك نضع مئات يصلوا إلى نحو 1600 شخص من عديمي الجنسية في هذه المنطقة.
وفقا لسميرة تراد المسؤولة عن برنامج الدعم القانوني للأشخاص بدون جنسية في رواد الحدود، يبلغ عدد الأشخاص اللبنانيين بدون جنسية بين 18,000 و24,000 شخصاً يعيشون بحالة "قيد النظر" بعد قرار التجنيس الصادر في عام 1994.
في تقرير عام 2019 بعنوان "محنة عديمي الحقوق" أعادت الجمعية اللبنانية MARCH Lebanon تقييم هذه الأرقام التي يحتمل أنها مبالغ فيها. وبناءً على دراسة استقصائية للأشخاص عديمي الجنسية من أصل لبناني الذين يعيشون في مدينة طرابلس، أحصت المنظمة غير الحكومية 1400 شخص عديم الجنسية،  وتقدر عدد الأشخاص عديمي الجنسية اللبنانيين بـ 27000 شخص في كل لبنان.
كما يشير تقرير MARCH Lebanon فإن هذه الأرقام وكذلك الأرقام التي تقدر عدد السكان الفلسطينيين  واللاجئين السوريين  في البلاد، تخضع لتقديرات مبالغ فيها أو أقل من قيمتها المرتبطة بالاستراتيجيات السياسية للبنانيين.

### فئات عديمي الجنسية
ينقسم الأشخاص عديمي الجنسية في لبنان إلى ثلاث فئات مختلفة كالتالي:
- غير مسجل هو الفرد الذي وُلد لأب لبناني ولم تُسجل ولادته من قبل والديه، وبالتالي ليس لهم ملف أحوال شخصية. يمكن لهم رفع دعوى تأخر تسجيل الولادة للحصول على الجنسية اللبنانية، بشرط توفر جميع المستندات المطلوبة. ويندرج في هذه الفئة أيضًا الأطفال غير الشرعيين لأبوين لبنانيين. تمثل هذه الفئة غالبية الأشخاص عديمي الجنسية في لبنان.[21]
- "مكتوم القيد" يشير إلى الشخص الذي وُلد لأب عديم الجنسية أو لأبوين مجهولين، سواءًا كانوا من أصل لبناني أو غير لبناني، ولكنه يقيم في لبنان منذ فترة طويلة. هؤلاء الأشخاص لا يملكون أي أوراق ثبوتية وغير مسجلين في التعدادات الرسمية اللبنانية، مما يجعل جنسيتهم مجهولة. وبالتالي ليس لهم أي صلة بلبنان أو ببلدهم الأصلي.[22] وقد يكونون أطفالاً لآباء غير مسجلين، أو لأجداد لبنانيين أو أجداد أجداد، ولكن بدون دليل على أصل لبناني.
- "جنسية قيد الدرس" هي فئة تشير إلى الأشخاص من جنسيات غير محددة والذين مُنحوا حالة "تحت الدراسة" من قبل المديرية العامة للأمن العام.[23] ولم يتم احتسابهم في تعداد عام 1932 أو في أي إحصاء لاحق في لبنان. وعلى هذا النحو، تم إصدار بطاقات رسمية لهم في البداية تفيد بأنهم "من جنسية غير محددة". وبعد دخول قانون 10 تموز 1962 المتعلق بتنظيم الدخول والإقامة والخروج من لبنان حيز التنفيذ، تم استبدال هذه البطاقات ببطاقات إقامة تشير إلى أن جنسية حاملها قيد النظر. وبالتالي، توفر فئة "قيد الدراسة" وضعًا قانونيًا ولكنها لا تمنح المواطنة الكاملة. يُعتبر الأشخاص "قيد النظر" أجانب. ويتعين عليهم التقدم بطلب للحصول على تصريح إقامة خاص لمدة سنة أو ثلاث سنوات مقابل رسم سنوي قدره 200 دولار. ويُعفى أزواج وأبناء اللبنانيات "قيد الدراسة" من هذه الرسوم السنوية. حالة "قيد الدراسة" تكون وراثية وتورث من الأب عند الولادة.

### أصول انعدام الجنسية على أرض الواقع في لبنان

#### الأصول التاريخية للظاهرة
تم إدخال مبدأ الجنسية في لبنان في النصف الثاني من القرن التاسع عشر، وذلك بعد إصدار قانون الجنسية العثماني في عام 1869، حيث منح القانون الجنسية العثمانية لرعايا الدولة العثمانية،  وكان ذلك ضمن التنظيمات العثمانية التي شهدتها الدولة آنذاك. وبعد انتهاء الحرب العالمية الأولى وانتصار الحلفاء وتفكك الإمبراطورية العثمانية، تم تأسيس دولة لبنان الكبير بناءً على القرار رقم 318 الصادر عن المندوب السامي الفرنسي الجنرال هنري غورو في 31 أغسطس 1920. وقد صدر هذا القرار بناءً على اتفاقية الانتداب التي منحتها عصبة الأمم لفرنسا لإدارة شؤون البلاد. وفي عام 1921، أجرى المسؤولون الفرنسيون التعداد الأول للسكان في لبنان الكبير،  وتم توزيع بطاقات هوية تثبت الجنسية اللبنانية على الأفراد الذين شاركوا في هذا التعداد. ومن ثم، أصدر المرسوم رقم 1307 بتاريخ 10 مارس 1922،  والذي نص على اعتبار جميع الأفراد المسجلين مواطنين لبنانيين ومؤهلين للتصويت والمشاركة في الانتخابات.
تنص معاهدة لوزان، الموقعة في 24 يوليو 1923، في مادتها 30 على أن "المواطنين الأتراك [أي العثمانيين] المقيمين في الأراضي التي، بموجب أحكام هذه المعاهدة، منفصلة عن تركيا، سيصبحون بحق وبموجب شروط التشريع المحلي مواطني الدولة التي يتم نقل الإقليم إليها". وبذلك، يمكن القول إن الأشخاص المقيمين في الأراضي اللبنانية في ذلك التاريخ سيحصولون بحكم الواقع على الجنسية اللبنانية، وهي مسألة تتعلق بقانون الأرض.
وقد تم إنشاء الجنسية اللبنانية بشكل قانوني في 30 أغسطس 1924 بموجب مرسوم المندوب السامي رقم 2825 (في ذلك الوقت، ماكسيم ويغان)، والذي تم اتخاذه تطبيقًا لمعاهدة لوزان،  والتي تنص على أنه "كل شخص كان مواطنًا تركيًا [أي عثمانيًا] وأقام في الأراضي اللبنانية في 30 أغسطس 1924، تم تأكيده كمواطن لبناني وفقد جنسيته التركية [أي العثمانية]".
لم يُسْجَلَ العدید مِن الأشخّاص في التعداد السكّاني الأول لعام 1921م، ولم يتمتّعوا بصلاحية أو رغبة لإثبات إقامتهِم في أراضِي لبنان الكبیر في 30 أغسطس 1924. وفقد هؤلاء الأشخاص جنسيتهم العثمانية، دون الحصول على الجنسیّة اللبنانیة أو بطاقة الهوية اللبنانية، بالرغم من كونهم مقيمين في لبنان في ذلك التاریخ. وتسبب هذا بظهور موجّة أولّى من الللبنانيين عديمي الجنسية.
يستكمل المرسوم رقم 2825 بمرسوم المندوب السامي موريس ساراي رقم 15/س بتاريخ 19 كانون الثاني 1925 والذي ينص على أن "يعتبر الفرد الذي والده لبناني بأنه لبناني، ولا يجوز للمرأة اللبنانية نقل جنسيتها إلى أطفالها، باستثناء بعض الحالات النادرة التي تتطلب موافقة السلطات المعنية. للحصول على الجنسية، يجب على الأجانب المتزوجين بلبنانية الإقامة لمدة 5 سنوات في لبنان أو تقديم خدمات استثنائية للوطن، ولكن هذا الأمر يتطلب الموافقة المسبقة للدولة. ومع ذلك، يمكن الأجنبية المتزوجة من لبناني الحصول على الجنسية دون الحاجة إلى هذه الموافقة."
ينص الدستور اللبناني المعتمد في 23 أيار/مايو 1926، في مادته السادسة، الفصل الثاني بعنوان "اللبنانيون حقوقهم وواجباتهم"، على أن "تحديد الجنسية اللبنانية وكيفية اكتسابها والاحتفاظ بها وفقدانها تتحدد بموجب القانون". وهذا القانون يعرف باسم قانون الجنسية اللبنانية، وهو محدد في قرار المندوب السامي رقم 15/س الصادر في 19 يناير 1925. ومنذ ذلك الحين تم تعديل هذا القانون عدة مرات، بما في ذلك في الأعوام 1934 و1939 و1960.
وفي عامي 1931 و1932، صوت مجلس النواب اللبناني على قوانين تقضي بإجراء تعداد سكاني ثاني للجمهورية اللبنانية. وقد صدر هذا التعداد في العدد 2718 من الجريدة الرسمية اللبنانية في 10 أكتوبر 1932. وقد سمح هذا الإحصاء الثاني بتجنيس أكثر من 200 ألف شخص، معظمهم من المسيحيين، وذلك بفضل المادة الثالثة عشرة من المرسوم رقم 8837 المؤرخة 15 يناير 1932، التي تنص على أن "اللاجئين من الأراضي التركية كالأرمن والسريان والكلدان وأفراد كنيستي الروم الكاثوليك والأرثوذكس، وغيرهم من الأشخاص من أصل تركي، يعتبر لبنانياً شرط أن يكونوا موجودين على الأراضي اللبنانية في 30 أغسطس 1924 وفق للنظام رقم 2825".
وفقًا للمادة الثانية عشرة من المرسوم رقم 8837، يجب على الأفراد الذين يرغبون في التسجيل في التعداد السكاني الجديد أن يثبتوا إقامة "عادية" لهم في الأراضي اللبنانية لمدة تزيد عن ستة أشهر في العام الواحد. وأدى هذا الشرط أدى إلى حرمان الكثير من البدو السنة الذين يتحركون بشكل موسمي بين سهل البقاع وسوريا من الجنسية اللبنانية. ففي عام 1920، كان البدو يمثلون نسبة 30% من سكان سوريا ونسبة أقل من 10% في لبنان، وجزء كبير منهم يتألف من مئات الآلاف من الأشخاص الذين ينتقلون بين البلدين بشكل دوري. ويعتبر هذا التنقل الموسمي عاملا مهما في تشكيل العلاقات الاجتماعية والاقتصادية والثقافية بين المنطقتين.
نص المرسوم رقم 8837 على أن أولئك الذين لا يمكنهم إثبات وجودهم في الأراضي اللبنانية بحلول 30 أغسطس 1924، أو الذين لا يملكون بطاقات هوية تثبت هويتهم الشخصية، - مثل تلك التي تم توزيعها بعد إحصاء عام 1921 - سيتم اعتبارهم "أجانب". وسيتم تسجيلهم على أنهم بدون جنسية، مما يعني أنهم أصبحوا عديمي الجنسية. وتشير التقديرات إلى أن عدد "الأجانب" تجاوز 60 ألف شخص في تعداد السكان لعام 1932.
كانت هناك عدة مجموعات قد دعت إلى مقاطعة التعداد السكاني لعام 1921 لمعارضة المشروع الاستعماري الفرنسي في بلاد الشام. ينطبق هذا الحال على سكان المناطق الجنوبية والشمالية من لبنان، الذين ينتمون إلى الأغلبية المسلمة، ولم يستطيعوا إثبات إقامتهم في 30 أغسطس 1924، وبالتالي تم تسجيلهم على أنهم "أجانب" في إحصاء عام 1932. بالإضافة إلى ذلك، رفض العديد من البدو الذين قاتلوا ضد القوات الفرنسية في مرجعيون ورياق عام 1920 الاعتراف بشرعية الانتداب الفرنسي على لبنان. وبسبب وجود الاحتلال الاستعماري الفرنسي، رفضت الغالبية العظمى عمليات التعداد والتجنيس، وبذلك تم استبعادهم من الجنسية اللبنانية، مما أدى إلى إنشاء موجة ضخمة من الأشخاص عديمي الجنسية.
في حين تم ذكر اللاجئين من الديانة المسيحية على وجه التحديد في المرسوم رقم 8837، وتم إعلان أهليتهم للحصول على الجنسية اللبنانية، مُنع اللاجئون المسلمون، مثل الأكراد الذين فروا من تركيا في منتصف العشرينيات من القرن الماضي، من اعتبارهم لبنانيين، وبالتالي أصبح أغلبهم عديمي الجنسية.
صُنف المسجلين "أجانب" في تعداد عام 1932 على أنهم "غير محددي الجنسية"، ومُنحوا بطاقة هوية خاصة بهذه الحالة. وقد تمكن هؤلاء الأشخاص من المبادرة بإجراءات قانونية للحصول على الجنسية اللبنانية حتى عام 1958، إلا أن الكثيرين منهم امتنعوا عن ذلك لعدة أسباب. ومن بين هذه الأسباب الخوف من التجنيد في الجيش اللبناني والاضطرار لأداء الخدمة العسكرية؛ وكذلك حقيقة أن العديد منهم دخلوا لبنان بصورة غير شرعية، وكانوا يخشون المواجهة مع السلطات والنظام القضائي؛ إضافة إلى نقص الوعي العام بالحقوق والواجبات المرتبطة بحالة "العدمية الجنسية".
صدر المرسوم رقم 10188 بعنوان "تنظيم دخول وإقامة الأجانب في لبنان وخروجهم منه" في تاريخ 28 يوليو 1962. وبعد صدور هذا المرسوم، قامت وزارة الداخلية بإصدار تعليمات لتنظيم إقامة مختلف فئات الأجانب في لبنان. كما قام جهاز الأمن العام اللبناني بإنشاء سجلات وفئات مخصصة لهذا الغرض، بما في ذلك فئة "الجنسية قيد الدراسة". وهناك أيضاً أسماء مثل "قيد الدرس" أو "قيد المراجعة"، يحل هذا الوضع الجديد محل فئة "عديمي الجنسية"، ويتم منح حاملي هذه البطاقات الجديدة من قبل الأمن العام تحمل علامة "قيد النظر".
وبحسب الباحثة يمنى مخلوف، فإن استبدال بطاقات «عديمي الجنسية» ببطاقات «قيد الدراسة» هي ممارسة وضعها الأمن العام عام 1962، ولم ينظمها أي قانون. ومع ذلك، يشير الباحث الطشي إلى أن فئة "تحت الدراسة" تم إنشاؤها بموجب قانون لبناني صدر عام 1958،  وكان الهدف الرئيسي منها تغيير وضع البدو الذين سُجلوا "بدون جنسية" بعد تعداد السكان عام 1932.
تعتبر الباحثة مخلوف إنشاء فئة "قيد الدراسة" من قِبَل الجهاز الإداري (وهو هنا الأمن العام) بمثابة خرق للقانون اللبناني وقانون الجنسية اللبنانية الصادر عام 1925. بالرغم من أن هذا الوضع الجديد يسمح بالاعتراف الرسمي والقانوني بهؤلاء الأشخاص، والذين تكون جنسيتهم "قيد الدراسة" من قبل الدوائر الحكومية، ويمنحون عددًا معينًا من الحقوق الاقتصادية والاجتماعية، بما في ذلك الحق في العمل في القطاع الرسمي أو امتلاك أموال منقولة،  لكن الأجهزة الحكومية اللبنانية تركت الناس في حالة "تحت الدراسة" التي يفترض أن تكون مؤقتة، لعقود من الزمن، بدون تحقيق أي تقدم لهم. بالإضافة إلى ذلك، فهذا الوضع يحرّمهم من البنود 2 و3 من المادة 1 من قانون الجنسية اللبنانية لعام 1925، والتي تنص على أن الشخص المولود في الأراضي اللبنانية يعتبر لبنانياً إذا ثبت أنه لم يمنح أية جنسية أخرى عند ولادته، وأن الشخص المولود في الأراضي اللبنانية من والدين مجهولي الهوية أو الوالدين المجهولين يعتبر لبنانياً كذلك. بل على العكس، أصبح من المستحيل تسجيل الطفل المولود لأب جنسيته «قيد الدراسة»، حتى لو كانت الأم لبنانية الجنسية. وبذلك يحصل الطفل أيضاً على فئة «قيد الدراسة»، وهي وضعية وراثية، ويحرم من الجنسية اللبنانية.
نظرًا لعدم وجود قانون يحدد استبدال بطاقات "مجهول الجنسية" ببطاقات "قيد الدراسة" لدى أجهزة الأمن العام، فقد أراد وزير الداخلية حينها إيقاف هذه الممارسة. وقد أصدر قرارين بهذا الشأن، القرار الأول في 29 أبريل 1970 (رقم 3204)، والقرار الثاني في 2 يونيو 1970، والذي طلب فيه من الأمن العام التوقف عن إجراء عمليات الاستبدال هذه. منذ ذلك الحين، لم يتم منح هذا الوضع إلا للأطفال المولودين لآباء "جنسيتهم قيد الدراسة".
ينص القانون رقم 68 لسنة 1967 على أن المحكمة الابتدائية هي المحكمة المختصة للفصل في القضايا المتعلقة بالأشخاص الذين لا يحملون جنسية معينة والراغبين في الحصول على الجنسية اللبنانية. ولكن هذا القانون لا يوفر تعريفًا واضحًا ودقيقًا لـ "الأشخاص الذين لا يحملون جنسية معينة" في نظر النظام القضائي اللبناني.

#### السكان المتأثرون على وجه التحديد بانعدام الجنسية في الموقع

##### الدوم
يُعتبر الدوم مجتمعًا سكانيًا مهمشًا ومعرضًا للتمييز بشكل خاص في لبنان، حيث يُشار إليهم بمصطلح "نوار"، على الرغم من أن وجودهم في البلاد يمتد لعدة قرون. ويُشكل الدوم طائفة منفصلة وغالبيتهم من المسلمين، ولكن الدولة اللبنانية لا تعترف بهم. كان هذا الابتعاد عن السلطات اللبنانية والفئات الاجتماعية لفترة طويلة أحد عوامل استبعاد الدوم من الجنسية اللبنانية. وكمجتمع بدوي لم يُسجل العديد من الدوم في التعدادات السكانية المختلفة التي أُجريت في ظل الانتداب الفرنسي،  ولاحقًا مُنح العديد منهم وضع "قيد الدراسة". على الرغم من التجنس الهائل الذي مُنح لأغلبية الدوم بموجب مرسوم عام 1994،  فلا يزال العديد منهم بلا جنسية حتى اليوم.
وفي إطار دراسة أرض الإنسان، كان 72% من المشاركين يحملون الجنسية اللبنانية، التي تم الحصول عليها بموجب مرسوم التجنيس لعام 1994. وكان 15.9% من أفراد العينة بلا جنسية، في حين كانت 5.7% لديهم وضع "قيد الدراسة". يُقدَّر عدد سكان الدوم في بيروت وجنوب لبنان بحوالي 3112 فردًا،  ويعتبر نحو خمسة في المائة من هؤلاء السكان بلا جنسية. يركز هذا التقرير بشكل خاص على هاتين المنطقتين دون الإشارة إلى قضاء البقاع أو غيرها من المناطق اللبنانية، مما يشير إلى أن عدد دومات بلا جنسية يكون أعلى من الإحصائيات المُذكورة.
في مرسوم التجنيس لعام 1994 سُجلت العديد من نساء الدوم على أنهن "عازبات"، وبما أن المرأة اللبنانية لا تستطيع نقل جنسيتها إلى أطفالها، فإن العديد من هؤلاء الأخيرين يعتبرون الآن "مكتوم القيد".
من بين أسباب استمرار حالات انعدام الجنسية بين الدوم، يشكل استخدام القابلات والولادات المنزلية، إلى جانب ارتفاع معدلات الأمية بين الآباء، عقباتٍ أمام تسجيل المواليد. ويُشكل ذلك حلقة مفرغة، حيث يترك عدم تسجيل المواليد أطفال الدوم عديمي الجنسية وغير قادرين على أداء الامتحانات، مع انخفاض مستويات التعليم أو عدم الالتحاق بالمدارس على الإطلاق (كما يحدث لـ 77% من الأطفال الذين تجاوزوا سن الأربع سنوات).

##### العرب أو البدو في وادي خالد
يعيش البدو العرب في منطقة وادي خالد، وهي مكونة من 23 قرية تقع ضمن قضاء عكار اللبناني، بالقرب من الحدود الشمالية للبلاد. وهم من المذهب السني، وقد ظل هؤلاء البدو بدون جنسية لفترة طويلة، وذلك بعد هروبهم من الإحصاء الرسمي لعام 1932. وتتضارب الروايات حول هذا الحدث التاريخي، حيث اعتقد الكثير من رجال القبائل خطأً أن المسؤولين الرسميين كانوا موظفين للحكومة العثمانية، وهو ما أكدته إحدى المقابلات التي أجريت مع زعيم قبلي ونشرت في جريدة لوس أنجلوس تايمز عام 1989.
اختبئ بدو وادي خالد لتجنب الإحصاء الرسمي خلال فترة الحكم العثماني خوفًا من التجنيد في الجيش العثماني، ولم يعلموا بأن السلطة الفعلية كانت قد انتقلت إلى الحكومة الفرنسية في بلاد الشام. ويبرز الباحث جميل معوض روايتيين إضافيتين لهذه القصة. إحداها تشير إلى أن السكان المحليين لوادي خالد لم يتم إدراجهم في التعدادات المختلفة للحقبة الاستعمارية الفرنسية خشية تجنيد الشباب في الجيش الفرنسي. وحسب الرواية الأخرى، فقد استبعدت السلطات الاستعمارية المحلية هؤلاء الأفراد عمداً من الإحصاء لأنهم رفضوا الوجود الاستعماري الفرنسي وكانوا مستعدين للانضمام للثورة العربية الكبرى. وعلى أية حال، فلم يحصل الغالبية العظمى من البدو العرب في وادي خالد على الجنسية اللبنانية، باستثناء نسبة قليلة فقط ممن سجلوا رسميًا في التعداد السكاني الأول لتلك الحقبة.
منذ خمسينيات وستينيات القرن العشرين، ومع استقرار هذه الفئة تدريجياً، أصبحت مسألة حرمانهم من الجنسية اللبنانية عائقاً أمامهم للحصول على ملكية خاصة. بدأوا بالمطالبة بجنسيات لبنانية،  إلا أن الحكومة رفضت ذلك وقمعتهم بقنابل الجيش اللبناني في مظاهرات عام 1964. وفي حال نجاح بعض الأشخاص في الحصول على وضع قيد الدراسة، فقد صرح النائب السني السابق عن قضاء عكار جميل إسماعيل، بأن حوالي ألفي شخص كانوا يحملون بطاقات هوية مزيفة.
في عام 1974، قدم ستة نواب لبنانيين مشروع قانون ينص على منح الجنسية اللبنانية لسكان وادي خالد بوصفهم "عرب وادي خالد"، وهو مجتمع صغير يقع على الحدود السورية اللبنانية. ومع ذلك، رفض البرلمان اللبناني المشروع،  مما يعكس الطابع الأجنبي الذي يُعطى لهذا المجتمع الصغير والذي يعتبر نفسه ليس لبنانيًا بشكل كامل. ويعود سبب هذا الوضع إلى موقع المنطقة على الحدود السورية اللبنانية حيث يصعب إثبات الانتماء الوطني لأي من البلدين، وفقًا لما ذكره المرصد.
مُنح نحو عشرين ألف شخص يعيشون في وادي خالد الجنسية اللبنانية بموجب مرسوم التجنيس لعام 1994. وفي نفس العام، نشرت صحيفة "لوريان لو جور" اللبنانية الناطقة بالفرنسية مقالًا بعنوان "حوالي عشرة آلاف مجنس" من هذه الطائفة القبلية السنية. وعلى الرغم من وجود عدد كبير من الأشخاص الذين يحملون بطاقات "قيد الدرس"، فإن السلطات اللبنانية تعتبر أنهم حصلوا بالفعل على الجنسية اللبنانية ولن يتم سحبها منهم.
أصبح مرسوم التجنيس لعام 1994 ساري المفعول بالنسبة لسكان وادي خالد العرب بعد مرور عشر سنوات، في عام 2004. ومنذ ذلك الحين، بقي في المنطقة بضع مئات فقط من الأشخاص الذين لا يزالون بدون جنسية، ويرجع ذلك إلى عدة عوامل مختلفة. ومن بين تلك العوامل عدم ملء بعض ملفات التجنيس بشكل صحيح من قبل المسؤولين المعنيين، وعدم قدرة بعض الآباء على تسجيل أطفالهم لأسباب مختلفة، مثل الاحتجاز في السجون. بالإضافة إلى ذلك، هناك أفراد آخرون لم يصدقوا على قرار التجنيس ولم يتقدموا للتسجيل للاستفادة منه.
على الرغم من صدور مرسوم التجنيس، فإنه توجد تحديات مستمرة تتعلق بتسجيل الأفراد ومنحهم الجنسية الرسمية. وهذا يؤثر على حياتهم اليومية وقدرتهم على الحصول على الخدمات الأساسية والفرص المتاحة للمواطنين الآخرين. علاوة على ذلك، يمكن أن يؤدي نقص التسجيل الرسمي إلى صعوبات في مجالات متعددة، بما في ذلك التعليم والرعاية الصحية والتوظيف وغيرها من المجالات الحيوية الأخرى.

##### بدو البقاع
بشكل عام، يشترك البدو في لبنان، بمن فيهم سكان سهل البقاع، في خصائص وتاريخ مماثلين لعرب وادي خالد. وبالمثل، فإن أغلبيتهم من السنة، وقد فروا من تعداد عام 1932، إما بسبب رفض الوجود الاستعماري الفرنسي أو خوفًا من الخدمة العسكرية. ومع الاستقرار في نمط حياتهم والحاجة إلى شراء الأراضي لأنشطتهم الزراعية والرعوية، أصبح انعدام الجنسية مشكلة حقيقية لهذه المجتمعات، مثل عشيرة الحروق أو قبيلة أبو عيد. تمثل هذه الأخيرة ما بين 40 ألف إلى 50 ألف نسمة، يعيش 25 ألف منهم في البقاع، وخاصة حول كفر زبد. تمكن بعض الأعضاء من الحصول على بطاقات "قيد الدراسة" في الستينيات، قبل أن يفتح مرسوم عام 1994 التجنيس لآلاف البدو. ورغم أن البعض لم يتقدموا إلى السلطات لعدم تصديقهم، إلا أن الكثير منهم حصلوا على الجنسية اللبنانية في ذلك الوقت. إلا أن الأفراد البدو تم حرمانهم من الحصول على الجنسية اللبنانية، حيث أكدت السلطات لهم في وقت سابق أن عملية التجنيس ستتم في وقت لاحق. ولكن لم يُنفذ هذا الوعد أبدًا. وفي الوقت الحالي، يجد أبناء وأحفاد الأفراد الذين تم تجنيسهم في عام 1994 أنفسهم في حالة من فقدان الجنسية، وهو ما يشكل تحديًا كبيرًا لهم. ويفسر هذا الوضع سبب عدم حيازة حوالي ثلثي البدو الذين يعيشون في لبنان اليوم، والبالغ عددهم حوالي 100 ألف إلى 150 ألف فرد، على الجنسية اللبنانية.

##### التركمان
كما هو الحال مع البدو، فإن طائفة التركمان مستبعدة منذ فترة طويلة من الجنسية اللبنانية. وتعتبر هذه المجموعة مهمشة نسبيًا ومُهملة من قِبَل الدولة اللبنانية. ويتمركز هؤلاء الأفراد بشكل أساسي في منطقتي عكار والبقاع، وتحديداً في المنطقة المحيطة بمدينة بعلبك. ويبلغ عدد أفراد التركمان في منطقة نانانية الواقعة بالقرب من دوريس في ضواحي بعلبك حوالي 800 شخص. وجميعهم ينتمون إلى التركمان السنة، وقد حصلوا على الجنسية اللبنانية في العام 1994. ومن الجدير بالذكر أنه يوجد العديد من قرى التركمان الأخرى في منطقة بعلبك التي حصلت على الجنسية اللبنانية في نفس الفترة، وهذا هو السبب وراء عدم تسجيل الكثير من القرى التركمانية رسميًا. فهذه القرى ليست موجودة قانونًا في نظر الدولة اللبنانية، وليس لديها أية سلطات إدارية مثل المخاتير.
يقدر عدد التركمان في لبنان بحوالي 18.5 ألف شخص وفقًا لمقابلة مع السفير التركي السابق في بيروت، إينان أوزيلديز،  وتشير بعض التقديرات إلى أن عددهم يصل إلى 30 ألف أو حتى 40 ألف. وعلى الرغم من عدم وجود تقارير رسمية أو إحصائيات عن عدد التركمان المقيمين في لبنان، إلا أن هناك عدد كبير منهم لا يزال عديم الجنسية. ويعتبر الحصول على الجنسية مسألة قوة حتى الآن. وفي السنوات الأخيرة، بدأت الحكومة التركية في سياسة منح الجنسية للأشخاص ذوي الأصول التركية أو الأصل التركي الذين يعيشون في لبنان، بمن فيهم التركمان. وحتى عام 2019، بلغ عدد المتقدمين للحصول على الجنسية التركية في لبنان حوالي 18 ألف شخص، وتم منح الجنسية لأكثر من 9600 شخص.
أنشأت تركيا بالتعاون مع وكالة التعاون والتنسيق التركية (تيكا) برامج تنمية متعددة عكار، وخصوصاً في قريتي الكواشرة وأيدامون التركمانيتين، وذلك بسبب الإهمال الكبير لهذه المناطق من قبل الدولة اللبنانية. وتهدف هذه المشاريع المعلنة إلى جذب سكان هذه المناطق ذوي الأصول التركية وجعلهم جزءًا من المجتمع المزدهر. وتستمر جهود دبلوماسية القوة الناعمة في لبنان. ويتم ذلك، مثلاً، من خلال تقديم خدمات مجانية لتحليل الحمض النووي والتي تهدف إلى تأكيد الأصول التركية للسكان المحليين ورفع وعيهم بخصوص هويتهم العرقية التركية وتعزيز انتمائهم لتركيا.
خلال زيارة لمرفأ بيروت في الثامن من أغسطس / آب 2020، بعد الانفجار المزدوج الذي دمر المرفأ بالكامل، أعلن وزير الخارجية التركي، مولود جاويش أوغلو بأن رئيس الجمهورية رجب طيب أردوغان يرغب بمنح الجنسية التركية لكل شخص تركماني يتقدم بطلبها. وقال الوزير: "إننا نظهر تضامننا أيضًا مع أقاربنا الأتراك والتركمان في لبنان وفي جميع أنحاء العالم. وسوف نقدم الجنسية التركية لإخوتنا طالما أنهم يدعون بأنهم أتراك وتركمان ويعربون عن رغبتهم في أن يصبحوا مواطنون". ومن الجدير بالذكر أنه ليس معروفًا عدد الأشخاص عديمي الجنسية ضمن الطائفة التركمانية في لبنان اليوم، ولكن نظرًا للتعقيدات والإجراءات الطويلة للإدارة اللبنانية للحصول على الجنسية اللبنانية، فإنه من المحتمل أن يلجأوا إلى الجنسية التركية.

##### الأكراد وغيرهم من اللاجئين المسلمين من الأناضول
فرّت العديد من الموجات السكانية من منطقة الأناضول خلال العقدين الأولين من القرن العشرين والعشرينيات من القرن الماضي إلى سوريا ولبنان، حيث كانت تعتبر بمثابة أرضٍ ترحب باللاجئين. ومن بين أولئك الفارين مما يُسمى الإبادة الجماعية للأرمن، وسايفو، واليونانيين، وكذلك الآشوريين الذين استفادوا من المادة 13 من المرسوم الجمهوري رقم 8837 المؤرخ في 15 يناير 1932، والذي ينص على اعتبار "اللاجئين من الأراضي التركية مثل الأرمن والسريان والكلدان واللبنانيين الأعضاء في كنيستي الروم الكاثوليك والروم الأرثوذكس وغيرهم من الأشخاص ذوي الأصل التركي بشرط أن يكونوا قد تواجدوا في الأراضي اللبنانية بحلول 30 أغسطس 1924 وفق اللائحة 2825".
ومع ذلك، فإن اللاجئين والمهاجرين المسلمين لم يحصلوا على حق اعتبارهم كمواطنين لبنانيين في الإحصاء العام لعام 1932، وذلك بموجب نفس المرسوم رقم 8837. وهذا ينطبق على أكراد الأناضول، وغالبيتهم من منطقتي ماردين وطور عابدين،  الذين هربوا من تبعات الحرب العالمية الأولى، أو التدهور الاقتصادي والتمييز والاضطهاد الذي تعرضت له الجمهورية التركية الفتية. وعلى الرغم من وجود عدد قليل جداً من الأكراد في بيروت عام 1927 (حوالي 300 شخص)، إلا أن عددهم ازداد بشكل كبير ليصل إلى حوالي 1500 شخص عام 1936 وحوالي 7000 شخص عام 1944.
لا يشكل الأكراد الذين وصولوا إلى لبنان في تلك الفترة مجتمعًا متجانسًا. يتم التمييز بين متحدثي الكرمانجية الذين يمثلون ثلث الأفراد، و"الأكراد العرب". وهؤلاء الأخيرون لا يتحدثون اللهجة الكردية بل باللهجة العربية، ويأتون من منطقة الاستيطان الكردي (منطقة ماردين وطور عابدين). ويجدون صعوبة في تحديد هويتهم. يسمون أنفسهم ميردالليس أو محلميس. وبين "حوراني" أن هذه الفئة تعلن أحيانًا أنهم عرب وأحيانًا أكراد، وتم تصنيفهم وإحصاءهم من قِبَل الدولة اللبنانية بالاسم الثاني. وهذه المجموعة الثانية هي الأكبر عددًا في لبنان بسبب قربها من اللغة العربية مما يسهل اندماجهم في المجتمع اللبناني. ويستخدم تقرير مركز الدراسات الإستراتيجية في الشرق الأوسط مصطلح "الماردينيين" ليشمل السكان القادمين من منطقة ماردين.
وعلى الرغم من حصول بعض الأكراد على بطاقات إقامة مؤقتة من خلال زعيم قومي كردي يدعى كاميران علي بدرخان، والذي كان يعيش في بيروت آنذاك، فإن أغلبية الجالية لم تتقدم بطلبات للحصول على الجنسية اللبنانية. وقد حصلت عليها فقط أقلية صغيرة. ر وتم تسجيل أغلب الأكراد كأجانب "بدون جنسية محددة" ومنحهم وضع قيد الدراسة عام 1962.
وصلت موجة ثانية من اللاجئين الأكراد السوريين إلى لبنان في الخمسينيات والستينيات، لا سيما بعد الإحصاء الذي أجرته الجمهورية السورية عام 1962 في محافظة الحسكة. تم تجريد ما بين 120 ألف إلى 150 ألف كردي سوري من جنسيتهم السورية من قبل نظام دمشق، مما أدى إلى حرمانهم من حقوقهم الأساسية، ودفع 50 ألف منهم إلى تقديم طلبات لجوء في لبنان.
تم تشجيع الأكراد عديمي الجنسية للحصول على بطاقة "قيد الدراسة" في لبنان. وفقًا لجميل محو، في منتصف التسعينات، وقبل صدور مرسوم التجنيس عام 1994، كان أقل من 20% من الأكراد اللبنانيين يحملون الجنسية. وحوالي 10% لم يكن لديهم أي وثيقة هوية أو كانوا مسجلين كسوريين أو فلسطينيين، بينما حمل أكثر من 70% من الأكراد اللبنانيين بطاقات "تحت الدراسة". وعدد قليل منهم حصلوا على الجنسية اللبنانية عندما كان كمال جنبلاط، الذي ينحدر من عائلة ذات أصول كردية،  وزيرًا للداخلية بين عامي 1961 و1964،  ومرة أخرى بين عامي 1969 و1970. وفي هذه الأثناء، حصل 4500 مارديني على الجنسية عام 1956.
تم تجنسي عدة آلاف من الأكراد اللبنانيين بموجب مرسوم عام 1994، لكن من الصعب تحديد عددهم بالضبط. وفقًا لحوراني، فقد بلغ عدد المجنسين عام 1994 حاملي بطاقات "قيد الدراسة" حوالي 32,500 شخص، وهذا يتوافق مع الأغلبية الساحقة للأكراد في لبنان. ومع ذلك، وبما أنه لم يتم تشكيلهم أو تصنيفهم كمجتمع مستقل بحد ذاته، فإنه يصعب معرفة عدد الأكراد الذين تم تجنسيهم بموجب المرسوم رقم 5247 بشكل دقيق. وتشير التقديرات المختلفة لعدد الأكراد المتجنسين في عام 1994 إلى أرقام مختلفة، حيث يقدرها بروك أندرسون بحوالي 10 آلاف،  وتقدرها تقارير أخرى بنحو 25 ألف،  فيما يذهب تقرير مركز الدراسات الإستراتيجية في الشرق الأوسط إلى حد تقدير عدد يصل إلى 157 ألف مواطن مارديني لبناني متجنس.
تقع تقديرات عدد الأكراد في لبنان في مركز اهتمامات مختلف الجهات السياسية الفاعلة في لبنان، وبالتالي يمكن أن تختلف بشكل كبير. اعتبر جميل ميهو أنه كان هناك 70 ألف كردي في لبنان عام 1975، وحتى ما يقرب من 100 ألف عام 1977، بينما قدمت الصحف اللبنانية المختلفة رقمًا يتراوح بين 15 ألفًا و35 ألفًا في التسعينيات، ومعظم هؤلاء السكان هربوا من الحرب الأهلية اللبنانية. وقدرت المفوضية السامية للأمم المتحدة لشؤون اللاجئين عدد الأكراد بـ 25 ألفا في عام 2008. ويقال إنه يوجد أكثر من 200 ألف، وربما أكثر من 300 ألف، من الأكراد عديمي الجنسية، وهم موزعون بين سوريا ولبنان، وفقًا لتقرير المفوضية السامية للأم المتحدة لشؤون اللاجئين لعام 2010.
حوالي 40% من الأكراد في لبنان لا يحملون الجنسية اللبنانية في عام 2012، بحسب أندرسون، ولكن بدون تحديد المصادر.

#### انعدام الجنسية ورسم الحدود في لبنان
تقع هذه القرى السبع تربيخا، وصلحا، والمالكية، والنبي يوشع، وقدس، وهونين، وآبل القمح. في الجليل الأعلى، يسكنها في الغالب المسلمون الشيعة، وتقع جنوب "الخط الأزرق" الذي رسمته الأمم المتحدة بعد انسحاب القوات الإسرائيلية من جنوب لبنان في مايو 2000. هذه القرى السبع هي جزء من مجموعة أكبر تتألف من 24 قرية أخرى، 12 منها ذات أغلبية سنية، وثلاثة ذات أغلبية مسيحية، وواحدة تضم السنة واليونان الكاثوليك، وقريتين ذات أغلبية يهودية.
بعد تقسيم البلدان العربية إثر الحرب العالمية الأولى بموجب اتفاقية سايكس بيكو عام 1916، قسمت فرنسا والمملكة المتحدة المنطقة إلى مناطق نفوذ، وُضعت تحت انتداب عصبة الأمم. وتم وضع سوريا ولبنان تحت الانتداب الفرنسي، ووضعت فلسطين تحت الانتداب البريطاني. ومع ذلك لم تُرسيم الحدود بين هذه الكيانات الإقليمية الجديدة بدقة في أعقاب الحرب. وضعت الاتفاقية الأولى الموقعة في كانون الأول/ديسمبر 1920 بين فرنسا وبريطانيا العظمى هذه القرى الأربع والعشرين ضمن أراضي لبنان الكبير.
أحصت السلطات الفرنسية سكان هذه القرى الأربع والعشرين ولا سيما السكان الشيعة، خلال إحصاء مارس 1921، وحصلوا على الجنسية اللبنانية وبطاقات الهوية اللبنانية. ولم تُذكر أي من هذه القرى الشيعية السبع في الإحصاء الذي أجرته السلطات البريطانية في فلسطين عام 1922.
تم تحديد الحدود بين فلسطين الانتدابية ودولة لبنان الكبير بشكل نهائي بتوقيع اتفاقية بوليه-نيوكومب في مارس 1923. وأُعتبرت القرى الأربع والعشرون التي كانت ضمن أراضي لبنان الكبير منذ 1920 هذه المرة تابعة لأراضي فلسطين الانتدابية. واحتفظ سكان هذه القرى بجنسيتهم اللبنانية حتى عام 1926، حيث فقدوها وحصلوا على الجنسية الفلسطينية كمقيمين في الانتداب البريطاني.
خلال تهجير الفلسطينيين في 1948 أُجبر سكان القرى الشيعية السبع إلى النزوح المنفى، وفر غالبيتهم إلى جنوب لبنان. وقد عُدَّ هؤلاء السكان لاجئين فلسطينيين عندما تم استقبالهم في لبنان، وبالتالي مُنعوا من الحصول على الجنسية اللبنانية، على الرغم من مطالباتهم طوال الخمسينيات والستينيات. وكانت الدولة اللبنانية تخشى أن يستقر هؤلاء اللاجئون بشكل دائم على أراضيها، مما يعرض التوازن المذهبي للبلاد للخطر، وضمنت لهم "حق العودة" إلى أراضيهم في فلسطين. ومع ذلك قام بعض السكان السابقين للقرى السبع بالتسجيل لدى الأونروا للحصول على المساعدة.
استمر الجدل حول تجنيس سكان القرى السبع السابقين وأحفادهم خلال الحرب الأهلية اللبنانية. وأغلبهم من الشيعة، وقد نفذت مشروع التوطين تشكيلات سياسية وميليشيات شيعية مثل حركة أمل خلال مؤتمر لوزان عام 1984.
منح مرسوم التجنيس عام 1994 الجنسية اللبنانية لـ 35 ألف فلسطيني، وكان من بينهم أغلبية سكان القرى السبع وأحفادهم،  لا سيما بسبب الارتباط التاريخي لهذه القرى بلبنان الكبير. ويمثل السكان السابقون للقرى السبع وأحفادهم حوالي 15% من السكان الذين تم تجنيسهم بموجب مرسوم عام 1994. ووفقًا لبعض التقديرات، تم تجنيس حوالي عشرة آلاف فلسطيني من القرى الشيعية السبع وأحفادهم بموجب هذا المرسوم، بينما يعطي البعض الآخر عدد 27 ألف من السكان الشيعة المتجنسين في القرى السبع.

### ظاهرة لا تزال موجودة
في مدينة طرابلس، وبشكل خاص لدى العائلات السنية، تم تحديد عدم تسجيل حالات الزواج (والتي ترتبط عادة بالظواهر الأخرى مثل زواج الأطفال القسري، والطلاق والزواج المتتالي، وتعدد الزوجات)، كواحدة من أهم أسباب عدم تسجيل المواليد. على سبيل المثال، تتم معظم الزيجات السنية أمام الشيوخ، ولكنها لا تسجل بشكل رسمي في المحاكم الإسلامية السنية أو في مكاتب الأحوال الشخصية. وبسبب عدم وجود أدلة رسمية على الزواج، يكون تسجيل الأطفال المولودين نتيجة لهذا الزواج أمرًا مستحيلًا، مما يجعل وضعهم القانوني كعديمي الجنسية واقعًا مفروضًا.
النساء اللبنانيات، باستثناء الحالات النادرة للغاية التي لا تأخذ بها السلطات اللبنانية بعين الاعتبار مطلقًا، لا يتمتعن بحق نقل جنسياتهن إلى أطفالهن. وعندما تتزوج امرأة لبنانية من رجل غير لبناني أو أجنبي أو عديم الجنسية، فإن الأطفال الذين يولدون من هذه الزيجات لن يتمكنوا من الحصول على الجنسية اللبنانية. ويعتبر هذا العامل واحدًا من العوامل الكثيرة التي تؤدي إلى جعل بعض الأطفال عديمي الجنسية في لبنان.
تشير دراسة أجرتها فهيمة شرف الدين في عام 2009 إلى أنه تم تسجيل حوالي 18 ألف حالة زواج بين نساء لبنانيات ورجال غير لبنانيين بين عامي 1995 و2008،  وأنجبت تلك الزيجات حوالي 40 ألف طفل، مما يعرضهم بشكل كبير لخطر انعدام الجنسية. وعلى الرغم من أن هذا التقرير لا يشير بالتحديد إلى حالات الزواج بين النساء اللبنانيات والرجال العديمي الجنسية، إلا أنه يوفر مؤشرًا واضحًا على حجم المشكلة الناتجة عن التمييز وعدم المساواة في قانون الجنسية اللبناني الصادر عام 1925. ويشير بوضوح إلى أن حرمان الأمهات اللبنانيات من حق نقل جنسيتهن إلى أبنائهن يؤدي إلى وضع أطفالهم كأغراب في وطنهم. وسيؤثر قرابة 77 ألف شخص (من بينهم الأزواج والأطفال) بشكل سلبي ومباشر على تمييزات القانون اللبناني للجنسية لعام 1925.
بينما يُعترف بالطفل المولود لأب لبناني تلقائيًا كمواطن لبناني، بغض النظر عن مكان ولادته، يحتاج الطفل المولود خارج لبنان إلى تسجيل ولادته في السفارة اللبنانية لكي يحصل على اعتراف بجنسيته اللبنانية. وهذا يزيد من العوائق الرسمية والإدارية،  ويؤدي بالتالي إلى زيادة خطر انعدام الجنسية.
في التشريع اللبناني، يُسمح بتجريد الفرد من جنسيته، ويحدد ذلك بالمرسوم رقم 15/س المؤرخ في 19 يناير 1925 والذي يوضح الشروط اللازمة لذلك. وبموجب المادة الثامنة من هذا المرسوم، يحق لرئيس الدولة تجريد الفرد من الجنسية اللبنانية التي حصل عليها بقرار منه إذا "اكتسب الفرد لاحقًا جنسية أخرى"، أو إذا أدين "بجريمة ضد أمن الدولة"، أو "إذا كان عضوًا في جمعية تآمر أو حاول المساس بأمن الدولة". كما يجوز للحكومة اللبنانية إسقاط الجنسية اللبنانية عن المواطن اللبناني الذي يشغل منصبًا في دولة أجنبية دون الحصول على موافقة مسبقة من الحكومة اللبنانية.
صدر مرسومان في عام 2011، وقع عليهما رئيس الجمهورية آنذاك ميشال سليمان، لحرمان العشرات من المواطنين اللبنانيين من جنسيتهم اللبنانية. وكان هؤلاء المواطنون مسجلين كلاجئين فلسطينيين لدى وكالة الأمم المتحدة لإغاثة وتشغيل اللاجئين الفلسطينيين في الشرق الأدنى (الأونروا)، أو يحملون جنسيات معروفة (مثل السوريين والمصريين والإيرانيين والأتراك والأرمن). وفي المقابل، ينص مرسوم صادر في عام 1994 على منح الجنسية اللبنانية للمواطنين الذين لم يتم تحديد هويتهم الوطنية.

### محاولات الإصلاح
يمكن اعتبار إنشاء وضع "قيد الدراسة" من قبل أجهزة المديرية العامة للأمن العام في أوائل الستينيات كمحاولة لمعالجة قضية انعدام الجنسية في لبنان. ومع ذلك، فإن تعقيد هذا الوضع وإهماله الذي ترك آلاف الأشخاص دون تحسن في وضعهم لعقود من الزمن، جعلت هذه المحاولة في الواقع وضع انعدام الجنسية في لبنان أكثر تعقيدًا.
كما كان مرسوم التجنيس لعام 1994 محاولة أخرى لتجنيس عشرات الآلاف من الأشخاص عديمي الجنسية. ومع ذلك، تم استخدام هذا التجنيس "الجماعي" إلى حد كبير لأغراض سياسية وانتخابية، خاصة في تنظيم الانتخابات النيابية لعام 1996. تضمن ذلك منح الجنسية اللبنانية للأشخاص الذين لديهم جنسية بالفعل (بما في ذلك السوريين بشكل خاص)، في حين ترك آلاف آخرين عديمي الجنسية. وقد عارضت الرابطة المارونية هذا المرسوم أمام محكمة التمييز، مما زاد من تعقيد الأمر.
"جنسيتي حق لعائلتي ولي" هي حملة إقليمية أطلقتها في عام 1999 مجموعة البحث والتدريب من أجل التنمية – العمل. وتهدف الحملة إلى تعبئة الرأي العام في العديد من الدول العربية، بما فيها لبنان، حول عدم المساواة القانونية التي تعاني منها النساء في بعض البلدان، بما في ذلك منعهن من نقل جنسيتهن إلى أطفالهن.
وفي عام 2009، صادقت المحكمة الابتدائية في جبل لبنان على تجنيس ابن امرأة لبنانية كانت متزوجة من رجل مصري توفي دون تسجيل ولادة طفله. ولم تعترف المحكمة بحق المرأة اللبنانية في نقل جنسيتها إلى أبنائها، لكنها استندت إلى عدة حجج بهذا المعنى: "إن المرأة اللبنانية شريكة للرجل في المواطنة والالتزامات والحقوق، ولها بالتالي الحق في الحصول على الجنسية. ومنح جنسيتها لأولادها إذا تزوجت من أجنبي، مما يقوي ارتباط الأبناء ببلدهم الأم، ويضمن وحدة جنسية الأسرة، ويسهل انتماء الأسرة وعيشها معاً في البلد." 
يحصل الأطفال عديمو الجنسيةعلى مستوى تعليمي أقل بكثير من الأطفال الذين يحملون الجنسية اللبنانية، ويرجع ذلك جزئيًا إلى عدم قدرتهم على التقدم للامتحانات الرسمية كونهم لا يملكون وثائق هوية. ويترك الكثيرون المدرسة قبل الصف التاسع، وهو ما يتوافق مع امتحان البريفيه. وأعلنت وزارة التربية اللبنانية عام 2014، حق الأطفال عديمي الجنسية التقدم لهذا الامتحان، وذلك من خلال إبراز بطاقة تعريفية صادرة عن المختار وتفويض من وزارة التربية. ومع ذلك، يظهر تقرير مارش أن العديد من الأسر عديمة الجنسية، وحتى المخاتير، لا يتم إبلاغهم بهذا الإجراء، الأمر الذي لا يشجعهم على إرسال أطفال عديمي الجنسية إلى المدرسة.

### التزامات لبنان الدولية
لبنان هو أحد الدول الموقعة على العديد من الاتفاقيات والالتزامات الدولية المتعلقة بانعدام الجنسية.
وقع لبنان على اتفاقية القضاء على جميع أشكال التمييز ضد المرأة لعام 1979، إلا أنه لم يصدق على المادة 9 الخاصة بنقل الجنسية، والمادة 16 (ج، د، و، ز) المتعلقة بالقضاء على التمييز ضد المرأة. المرأة أثناء الزواج والطلاق.
اتفاقيات وقع عليها لبنان
- الإعلان العالمي لحقوق الإنسان لعام 1948، حيث تنص المادة 15 على حق كل فرد في التمتع بجنسيتة، ويمنع تجريم أو حرمان أي فرد من جنسيته بشكل تعسفي أو إنكار حقه في تغيير جنسيته.[115]
- العهد الدولي الخاص بالحقوق المدنية والسياسية لعام 1966، الذي تنص المادة 24 منه على أنه "يجب تسجيل كل طفل فور ولادته ويكون له اسم. ولكل طفل الحق في اكتساب جنسية".[116][117]
- اتفاقية الأمم المتحدة لحقوق الطفل لعام 1989. وتنص المادة 7 منه على أنه "يسجل الطفل فور ولادته، ويكون له الحق منذ ولادته في اسم، والحق في اكتساب جنسية، وقدر الإمكان، الحق في معرفة طفله والحصول على الرعاية منه"[118]
- ميثاق منظمة التعاون الإسلامي بشأن حقوق الطفل في الإسلام (2005)، ولكنه لم يصدق عليه، والذي تدعو المادة 7 منه الدول الموقعة إلى بذل الجهود للحد من حالات انعدام الجنسية.[119]

اتفاقيات لم يوقع أو يصادق عليها
- اتفاقية الأمم المتحدة لعام 1954 المتعلقة بوضع الأشخاص عديمي الجنسية.
- اتفاقية الأمم المتحدة لعام 1961 بشأن خفض حالات انعدام الجنسية.
- اتفاقية عام 1957 الخاصة بجنسية المرأة المتزوجة، التي تحمي المرأة من انعدام الجنسية في حال تغير حالتها الاجتماعية .
- اتفاقية الأمم المتحدة لحقوق الأشخاص ذوي الإعاقة لعام 2006، والتي تنص المادة 18 منها على أن "لكل طفل يولد معاقاً الحق في الحصول على جنسية".

## انعدام الجنسية في سياق الهجرة

### اللاجئون الفلسطينيون في لبنان
بعد تأسيس دولة إسرائيل وتهجير الفلسطينيين في عام 1948، لجأ نحو 130 ألف فلسطيني إلى لبنان خلال الفترة بين 1948 و1949،  كانت نسبة 25% من هؤلاء اللاجئين من المسيحيين، وكانوا في الغالب من الروم الكاثوليك والأرثوذكس. وبعد وصولهم، حصل نحو 6500 منهم على الجنسية اللبنانية بفضل قانون الجنسية الصادر في 15 يونيو 1946 للأشخاص "من أصل لبناني".
على الرغم من عدم توفر إحصائيات دقيقة حول عدد الفلسطينيين الحاصلين على الجنسية اللبنانية، يتراوح التقدير بين 3000 و50000 فلسطيني، والأغلبية منهم من المسيحيين الفلسطينيين من أصل أرمني أو من طبقات البرجوازية، بما في ذلك المسلمين.
يعتبر المرسوم رقم 319 الصادر في 2 آب/أغسطس 1962، الذي يُصنِّف اللاجئين الفلسطينيين كـ "أجانب من فئة خاصة"، بحيث لا يحملون وثائق هوية صادرة عن بلدهم الأصلي.
وعلى الرغم من غياب إحصائيات دقيقة ورسمية، ورغم نفي الحكومة اللبنانية، أفادت عدة وسائل إعلام لبنانية بأن ما يصل إلى 40 ألف لاجئ فلسطيني حصلوا على الجنسية اللبنانية نتيجة لمرسوم صدر في عام 1994.
يُصنف اللاجئون الفلسطينيون في لبنان في أربع فئات رئيسية، وذلك حسب وضعهم القانوني:
- الفئة الأولى: اللاجئون الفلسطينيون المسجلون لدى وكالة الأمم المتحدة لإغاثة وتشغيل اللاجئين الفلسطينيين (الأونروا) في لبنان. ويشمل هؤلاء اللاجئون الذين فروا من فلسطين عام 1948، أو من نكسة عام 1967، أو من أحداث أخرى. ويتمتع هؤلاء اللاجئون بحق الحصول على الخدمات الاجتماعية والصحية والتعليمية التي تقدمها الأونروا.
- الفئة الثانية: اللاجئون الفلسطينيون الذين مُنحوا الجنسية اللبنانية من قبل السلطات اللبنانية. ويشمل هؤلاء اللاجئون الذين حصلوا على الجنسية اللبنانية بموجب مرسوم عام 1994، أو بموجب قوانين أخرى. ويتمتع هؤلاء اللاجئون بحقوق المواطنة اللبنانية كاملة، بما في ذلك حق التصويت والانتخاب.
- الفئة الثالثة: اللاجئون الفلسطينيون الذين تم تسجيلهم لدى الأونروا في بلد آخر ثم انتقلوا إلى لبنان. ويشمل هؤلاء اللاجئون الذين فروا من فلسطين إلى بلد آخر، ثم انتقلوا إلى لبنان بعد ذلك.
- الفئة الرابعة: اللاجئون الفلسطينيون الذين لم يتم تسجيلهم لدى الأونروا أو لدى السلطات اللبنانية. ويشمل هؤلاء اللاجئون الذين فروا من فلسطين، ولكنهم لم يتمكنوا من تسجيل أنفسهم لدى الأونروا، أو الذين لم يحصلوا على الجنسية اللبنانية. ويُعد هؤلاء اللاجئون في وضع غير قانوني في لبنان، ولا يتمتعون بحقوق أو حماية قانونية.

في الستينيات من القرن الماضي، وصل إلى لبنان ما بين ثلاثة آلاف وخمسة آلاف لاجئ فلسطيني لم يُسجلوا لدى وكالة الأمم المتحدة لإغاثة وتشغيل اللاجئين الفلسطينيين في الشرق الأدنى "الأونروا" في لبنان، كما لم يتم تسجيلهم لدى السلطات اللبنانية.
ترفض الدولة اللبنانية منح الجنسية اللبنانية للاجئين الفلسطينيين، لأسباب سياسية وأمنية وقانونية، حيث ترى الدولة اللبنانية أن منح الجنسية للاجئين الفلسطينيين سيؤدي إلى خلل في التوازن الديمغرافي والطائفي في البلاد، حيث إن غالبية اللاجئين من المسلمين السنة، ولتضمن لهم حق العودة إلى أراضيهم في فلسطين المحتلة، ومن الناحية القانونية، ينص قانون الجنسية اللبناني على أن الجنسية تنتقل من الأب إلى الأبناء، إلا في حالة الزواج المختلط، حيث تنتقل الجنسية إلى الأبناء من جنسية الأم. وهذا القانون يمنع منح الجنسية اللبنانية لأبناء الأم اللبنانية. رغم أن هذا القانون قد صدر عام 1925، أي قبل النكبة بوقت طويل. وتجدر الإشارة إلى أن حالات الزواج المختلط بين رجال فلسطينيين ونساء فلسطينيات من جنسية أخرى نادرة جدًا في لبنان، حيث لا تتجاوز 3700 أسرة وفقًا لمسح عام 2016.

### اللاجئين العراقيين
بعد الغزو الأمريكي للعراق عام 2003، فر عشرات الآلاف من اللاجئين العراقيين من بلادهم إلى لبنان. في عام 2007، قدرت لجنة اللاجئين والمهاجرين الأمريكية عددهم بين 20 ألفًا و40 ألفًا،  مع وضع تقديرات أخرى لعدد أعلى. 40 ألفًا هو الرقم الذي قدمه مكتب المفوضية السامية للأمم المتحدة لشؤون اللاجئين في بيروت، بينما يعتقد المسؤولون الأمنيون في وزارة الداخلية اللبنانية أنه يقترب من 100 ألف في عام 2007. "أقل من 10 في المائة من العراقيين الذين يصلون إلى لبنان يسجلون فعليًا لدى المفوضية السامية للأمم المتحدة لشؤون اللاجئين، وفقًا لكارول السيد، مساعد مسؤول الخدمات المجتمعية للمفوضية السامية للأمم المتحدة لشؤون اللاجئين في بيروت"، لذلك يُعتبر اللاجئون العراقيون في لبنان غير شرعيين.
على غرار أي سكان مجبرون على العيش في المنفى فإن اللاجئين العراقيين معرضون لخطر انعدام الجنسية: فقدان أو سرقة أو تدمير وثائق الهوية الخاصة بهم أثناء فرارهم، وعدم القدرة على العودة إلى بلدهم، وعدم تسجيل ولادة الأطفال المولودين خارج العراق، وما إلى ذلك. في مسح أجري عام 2007، أظهر المجلس الدنماركي للاجئين أن معظم اللاجئين العراقيين في لبنان يمكنهم إثبات هويتهم باستخدام وثائق هوية عراقية.
مع اندلاع الحرب الأهلية العراقية الثانية، والغزو الإقليمي السريع لتنظيم الدولة الإسلامية في العراق، وجد العديد من السكان المسيحيين المضطهدين ملجأً في لبنان. تمت إضافتهم إلى اللاجئين العراقيين المستقرين بالفعل في بلاد الأرز، وهم أيضًا معرضون لخطر انعدام الجنسية.

### أزمة اللاجئين السوريين
منذ بداية الحرب الأهلية السورية، أصبح لبنان واحدة من الوجهات الرئيسية للاجئين الفارين من الصراع. في ذروة الأزمة، استضاف لبنان ما يصل إلى مليون إلى مليون ونصف المليون لاجئ سوري. مع مرور أكثر من عقد من الزمن على الأزمة، وُلد العديد من أطفال أولياء الأمور اللاجئين في لبنان. يمتلك اللاجئون السوريون فترة سنة واحدة لتسجيل ولادة أطفالهم في لبنان، بعد هذه الفترة تصبح إجراءات تسجيل الولادة معقدة وطويلة للغاية. ونتيجة لذلك، يكونون عرضة للبقاء بلا جنسية. العديد من الآباء والأمهات السوريين لا يسجلون ولادة أطفالهم في لبنان، إما لأنهم لا يعلمون بنظام التسجيل في البلاد أو لأنهم يخشون التواصل مع السلطات والعودة إلى سوريا. وهو أمر أكثر تعقيدًا بالنسبة للاجئين السوريين الذين دخلوا لبنان بطرق غير قانونية.
وكما هو متعارف عليه في القانون اللبناني، يمكن للأب فقط منح الجنسية السورية لأبنائه. وبناءً على ذلك، يتعرض الأطفال الذين يولدون لأم سورية ولكن والدهم غائب أو متوفي أو عديم الجنسية لخطر فقدان الجنسية، نظرًا لعدم قدرة الأم على نقل جنسيتها. وتشير التقديرات في لبنان إلى أن حوالي 20% من أسر اللاجئين السوريين يتم تأمين احتياجاتها من قبل نساء في غياب الأب.
في دراسة استقصائية للأجئين السوريين في لبنان في يناير/كانون الثاني 2015، قدر المجلس النرويجي لشؤون اللاجئين (NRC) أن 92% من اللاجئين لم يتمكنوا من تسجيل ولادة أطفالهم. ويحمل 23% فقط من اللاجئين السوريين الذين تجاوزوا سن الرابعة عشر في لبنان وثائق هوية، وذلك بسبب فقدان وثائقهم أو تلفها أو مصادرتها خلال فترة الحرب في سوريا أو أثناء هروبهم إلى لبنان.
أكثر من 80% من الأطفال السوريين الذين لم يتجاوزوا سن الخامسة والذين يعيشون في لبنان غير مسجلين في سجلات العائلة. ووجدت دراسة أخرى للمجلس النرويجي للاجئين أن من بين 1706 لاجئًا سوريًا تزوجوا في لبنان، حصل 206 فقط على شهادة زواج، وعدد أقل منهم سجل زواجهم بشكل كامل في سجلات الحكومة اللبنانية.
وفي دراسة استقصائية أجرتها المفوضية السامية للأمم المتحدة لشؤون اللاجئين عام 2014، اتضح أن 70% من 5779 طفلًا سوريًا حديث الولادة في لبنان لا يمتلكون شهادة ميلاد رسمية. ويُحتمل أن يكون هناك حوالي 50 ألف طفل غير مسجل في لبنان. في عام 2016 قدر مسؤول في المفوضية أن 100 ألف طفل سوري حديث الولادة مُعرضون لخطر فقدان الجنسية في لبنان.
منذ عام 2011، سهّلت وزارة الداخلية اللبنانية إجراءات تسجيل المواليد للأطفال السوريين الذين يولدون على الأراضي اللبنانية، مما ألغى الحاجة إلى الإجراءات القضائية واختبار الحمض النووي كدليل على النسب، ولكن بقي إثبات الزواج إلزاميًا. ينطبق هذا التسهيل على اللاجئين السوريين واللاجئين الفلسطينيين من سوريا، ولكن لا يشمل الأطفال الفلسطينيين الذين تجاوزوا عامًا من العمر.
وبالإضافة إلى قضية عدم تسجيل زواج اللاجئين السوريين في لبنان وولادة الأطفال الجدد، يجب أيضًا مراعاة السكان الذين كانوا عديمي الجنسية في سوريا قبل بداية الحرب الأهلية والذين هاجروا إلى لبنان. ووفقًا للمفوضية السامية للأمم المتحدة لشؤون اللاجئين، فإن حوالي 0.2% من اللاجئين السوريين المسجلين في لبنان من الأشخاص عديمي الجنسية، وهو ما قد يشمل آلاف الأفراد، على الرغم من أن هذه النسبة قد تكون أقل من الواقع بالتأكيد.
وكان هناك حوالي 160 ألف شخص عديم الجنسية يعيشون في سوريا حتى نهاية عام 2015،  ومن بينهم العديد من الأكراد. وينقسمون إلى فئتين: "الأجانب" المسجلون كأجانب، و"المكتومين" الذين لم يتم تسجيلهم في إحصاء عام 1962، نتيجة لحرمانهم من الجنسية السورية. لا توجد أرقام رسمية أو حتى مسوحات أو تعدادات للاجئين عديمي الجنسية من سوريا الذين يعيشون في لبنان، ولكن العديد من الأكراد السوريين عديمي الجنسية لجأوا إلى العراق وتركيا ولبنان.
وفي سوريا كما في لبنان، هناك عائلات "مكتومين"، لم يتم تسجيلهم في سوريا منذ أجيال. وقد هرب هؤلاء الأشخاص من التعدادات السكانية لتجنب الخدمة العسكرية في ذلك الوقت، وتم تناقل حالة انعدام الجنسية الخاصة بهم من جيل إلى جيل.
يشمل عديمو الجنسية السورية اللاجئين الفلسطينيين من سوريا، بما في ذلك البعض الذين لم يُسجلوا لدى الأونروا أو المفوضية السامية للأمم المتحدة لشؤون اللاجئين، والذين يفتقرون إلى جنسية، أو الأفراد الذين لم يتم تسجيل ولادتهم في سوريا، وبالتالي لا يحملون أوراق هوية. يُقدر عدد اللاجئين الفلسطينيين من سوريا الذين وصلوا إلى لبنان في السنوات الأخيرة بين 45 ألف،  و52 ألف أو 97 ألف فرد.
يجب على اللاجئين الفلسطينيين من سوريا الذين فروا من سوريا والذين ولد أطفالهم في لبنان تسجيل ولادتهم لدى مكاتب الأونروا في سوريا، الأمر الذي قد يكون معقدًا للغاية و/أو خطيرًا بالنسبة لهم، مما يزيد من خطر عدم التسجيل وانعدام الجنسية.

### العمال الأجانب وانعدام الجنسية
حتى عام 2019-2020، ومع وقوع الأزمة الاقتصادية والمالية الغير مسبوقة التي ألمت بلبنان منذ ذلك الحين، تسببت في رحيل العديد من العاملات المنزليات الأجنبيات. كان لبنان يستضيف حوالي 250 ألف عاملة منزلية أجنبية، تم استقدامهن عبر نظام الكفالة، ويأتي معظمهن من إثيوبيا وشبه القارة الهندية مثل باكستان وبنغلاديش، أو من الفلبين. يجد هؤلاء العمال، الغالبية العظمى منهم من النساء، أنفسهم في ظروف خطرة بشكل خاص، حيث يتعرضون لانتهاكات منهجية لحقوقهم الإنسانية. وبشكل خاص، يتم مصادرة جوازات سفرهم من قبل أصحاب العمل،  الذين يحق لهم طرد هؤلاء العمال وإعادتهم دون إعادة النظر في ذلك، مما يشكل تهديدًا كبيرًا لانعدام الجنسية.
وبالإضافة إلى ذلك، يواجه أطفال هؤلاء العمال المهاجرين المولودون في لبنان تحديات إضافية حيث أنهم أكثر عرضة لعدم تسجيل ميلادهم،  مما يعرضهم لخطر فقدان الجنسية بشكل اكبر، ورغم ذلك، فإنه لا تتوفر أرقام دقيقة حول أعدادهم.

## في الثقافة
في روايته "الحي الأمريكي" الصادرة عام 2015، يصف الكاتب اللبناني جبور الدويهي عائلة بدوية من سهل عكار تعيش في فئة "الوضع السري" منذ عام 1932.
يحتفل لبنان بـ "يوم الطفل عديم الجنسية" في 25 فبراير من كل عام، وذلك بقرار من وزارة الشؤون الاجتماعية منذ عام 2016. يهدف هذا اليوم الوطني إلى رفع مستوى الوعي بين السكان والخدمات الحكومية حول القضايا المتعلقة بانعدام الجنسية في البلاد.

## أنظر أيضا
- دستور لبنان
- تاريخ لبنان
- بطاقة الهوية اللبنانية
- جواز سفر لبناني
- سياسة لبنان
- انعدام الجنسية
- قانون الجنسية اللبناني